# James Ellington
James Ellington (Lewisham, 6 settembre 1985) è un velocista britannico.

## Palmarès
| Anno                                | Manifestazione          | Sede           | Evento      | Risultato  | Prestazione | Note |
| ----------------------------------- | ----------------------- | -------------- | ----------- | ---------- | ----------- | ---- |
| In rappresentanza del Regno Unito   |                         |                |             |            |             |      |
| 2004                                | Mondiali juniores       | Grosseto       | 100 m piani | 7º         | 10"56       |      |
| 2011                                | Mondiali                | Taegu          | 200 m piani | Batteria   | 20"82       |      |
| 2012                                | Europei                 | Helsinki       | 4×100 m     | Finale     | dnf         |      |
| 2012                                | Giochi olimpici         | Londra         | 200 m piani | Batteria   | 21"23       |      |
| 2013                                | Mondiali                | Mosca          | 200 m piani | Semifinale | 20"44       |      |
| 2013                                | Mondiali                | Mosca          | 4×100 m     | Finale     | dq          |      |
| 2014                                | World Relays            | Nassau         | 4×100 m     | Bronzo     | 38"19       |      |
| 2014                                | Europei                 | Zurigo         | 200 m piani | Semifinale | 20"52       |      |
| 2014                                | Europei                 | Zurigo         | 4×100 m     | Oro        | 37"93       |      |
| 2015                                | World Relays            | Nassau         | 4×100 m     | 9º         | 38"67       |      |
| 2015                                | Mondiali                | Pechino        | 4×100 m     | Finale     | dnf         |      |
| 2016                                | Europei                 | Amsterdam      | 100 m piani | 5º         | 10"19       |      |
| 2016                                | Europei                 | Amsterdam      | 4×100 m     | Oro        | 37"93       |      |
| 2016                                | Giochi olimpici         | Rio de Janeiro | 100 m piani | Batteria   | 10"29       |      |
| 2016                                | Giochi olimpici         | Rio de Janeiro | 4×100 m     | 5º         | 37"98       |      |
| In rappresentanza dell' Inghilterra |                         |                |             |            |             |      |
| 2014                                | Giochi del Commonwealth | Glasgow        | 200 m piani | Semifinale | 20"66       |      |
| 2014                                | Giochi del Commonwealth | Glasgow        | 4×100 m     | Argento    | 38"02       |      |